# Peter Jacob Remy
Peter Jacob Remy (* 26. September 1800 in Höhr-Grenzhausen; † 12. März 1883 ebenda) war ein deutscher Tonwarenfabrikant und Mitglied der Landstände des Herzogtums Nassau.

## Leben
Peter Jacob Remy entstammte einer französischen Familie, die 1586 aus Glaubensgründen nach Deutschland ausgewandert war, sich in der Gegend um den Westerwald ansiedelte und von dort ausbreitete. Seine Vorfahren waren über Jahre hinweg im Kannenbäckerland mit der Erzeugung von Tonwaren beschäftigt. In dieser Region wurden die größten Tonvorkommen Europas gefunden und seit dem Ende des 16. Jahrhunderts das Westerwälder Steinzeug hergestellt. Von seinem Vater Peter Remy (1763–1822)  übernahm er den Familienbetrieb der Tonwarenherstellung und betätigte sich politisch. 1848 erhielt er aus dem Wahlkreis VII Montabaur/Nassau ein Mandat für den Nassauischen Landtag. Er gehörte dem konservativen Club der Rechten an und blieb bis 1851 in dem Parlament.
In der Debatte um die Bildung einer nassauischen Innung sprach er sich zusammen mit dem Abgeordneten Wilhelm Blum gegen deren Errichtung aus. Zwar erkannten sie den Wert der Innung als Erwerbsgenossenschaft, lehnten diese aber wegen Bedenken gegen die Preisbildung und Überprüfung der Waren ab, da sie in ihren Augen nicht mehr zeitgemäß waren.